# Kalnapilis
Kalnapilis — литовське підприємство харчової промисловості, розташоване у місті Паневежисі. Один з провідних виробників пива у країні. Разом з вільнюською броварнею Tauras входить до складу групи компаній Kalnapilio-Tauro Grupe, що належить до виробничих активів міжнародної пивоварної корпорації данського походження Royal Unibrew.
Виробничі потужності броварні становлять 7 мільйонів декалітрів пива на рік, її частка на ринку пива Литви сягає 25%.

## Історія
Броварню було засновано у Паневежисі у 1902 році місцевим землевласником німецького походження Альбертом Фойтом та названо німецькомовним словом Bergschlössen (букв. «гірський замок»), пізніше назва трансформувалася в аналогічну за значенням литовськомовну Kalnapilis. У 1918 році на основі броварні було створене товариство з обмеженою відповідальністю.
У 1940 році після захоплення Литви Радянським Союзом підприємство було націоналізоване і до 1992 року функціонувало як державне підприємство. За цей період броварня зазнала масштабної модернізації та розширення виробничих потужностей. 1992 року після проголошення незалежності Литви та початку процесів роздержавлення власності підприємство було приватизоване, а у 1994 увійшло до складу холдингу BBH (Baltic Beverages Holding), чиї інвестиції у подальшу модернізацію виробництва перетворили броварню в одне з найбільш високотехнолоігічних підприємств цього профілю у балтійському регіоні.
2001 року контроль над підприємством отримала данська компанія Royal Unibrew. На той час данці вже володіли розташованою у Вільнюсі броварню Tauras і тому для управління своїми активами у Литві сформували групу компаній Kalnapilio-Tauro Grupe. 2005 року з метою оптимізації виробництва було прийняте рішення про закриття броварні у Вільнюсі і перенесення виробництва її сортів пива до пивоварні Kalnapilis. Таким чином це підприємство стало єдиним виробничим підрозділом групи Kalnapilio-Tauro Grupe.

## Асортимент продукції

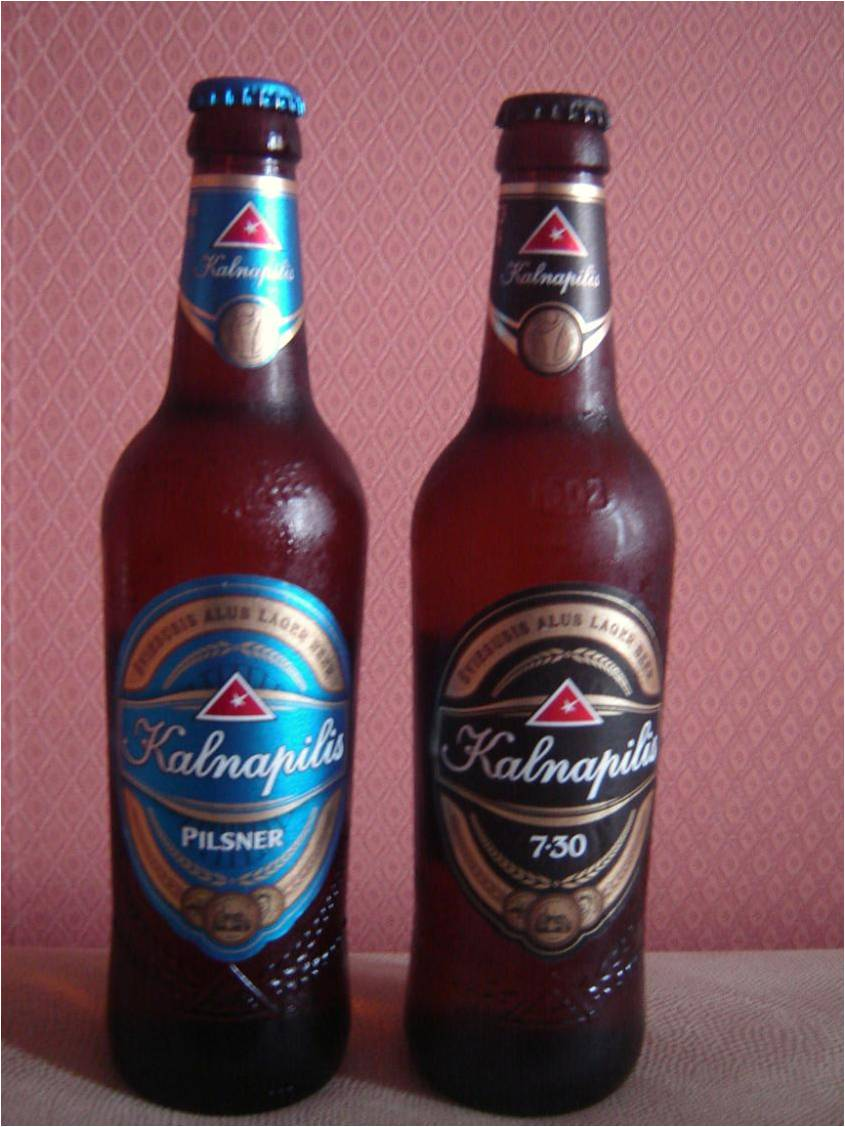
Пляшки пива торговельної марки Kalnapilis

Основу асортименту підприємства складає пиво однойменної торговельної марки Kalnapilis:
- Kalnapilis Grand — витримане світле пиво з вмістом алкоголю 5,3%.
- Kalnapilis Original — світле пиво з вмістом алкоголю 5,0%.
- Kalnapilis Pilsner — пілснер з вмістом алкоголю 4,7%.
- Kalnapilis 7.30 — міцне світле пиво з вмістом алкоголю 7,3%.
- Kalnapilis in ICE — льодове пиво з вмістом алкоголю 5,0%.
- Kalnapilis Export — світле пиво з вмістом алкоголю 5,4%.
- Kalnapilis Dvarų — світле пиво з вмістом алкоголю 4,8%.
- Kalnapilio Kaštonų — напівтемний ель з вмістом алкоголю 4,8%.
- Kalnapilis LKL — світле пиво, спеціально розроблено для Литовської баскетбольної ліги.

Із закриттям броварні Tauras у 2005 році виробництво пива цієї торговельної марки було також перенесене до Kalnapilis:
- Tauras 1860 Jubiliejinis — світле пиво з вмістом алкоголю 5,6%.
- Tauras Ekstra — світле пиво з вмістом алкоголю 5,2%.
- Tauras Pilsneris — пілснер з вмістом алкоголю 4,6%.
- Tauras su Medumi — міцне світле пиво з додаванням меду та вмістом алкоголю 8,2%.
- Tauras Brandusis — міцне світле пиво з вмістом алкоголю 8,0%.
- Tauras Tradicinis — світле пиво з вмістом алкоголю 6,0%.
- Tauras Taurusis — світле пиво з вмістом алкоголю 5,2%.
- Tauras Lietuviškas — світле пиво з вмістом алкоголю 5,0%, випускається з травня 2007 року.